# Джир, Раду
Раду Джир, рум. Radu Gyr (литературный псевдоним, настоящее имя Раду Деметреску, рум. Radu Demetrescu; 2 марта 1905, Кымпулунг-Мусчел — 29 апреля 1975, Бухарест) — румынский поэт, эссеист, драматург и журналист.
Раду был сыном актёра Коко Думитреску из города Крайова. Он обучался в школе имени Кароля I в Крайове. Высшее образование получил в Бухарестском университете, где позднее получил степень доктора литературы и стал старшим преподавателем.
За свои литературные произведения уже в молодости он получил многочисленные награды и премии.

## Участие в фашистском движении
Вступил в фашистское движение Железная Гвардия, стал командиром одного из подразделений.
В период «Национального легионерского правительства» (1940—1941), когда диктатор И. Антонеску ввёл в правительство членов «Железной гвардии», Джир был назначен Главным управляющим румынскими театрами. Именно в период его нахождения в должности был основан Еврейский театр «Барашеум» (позднее Государственный еврейский театр), хотя он не мог функционировать до января 1941, когда Антонеску подавил мятеж «Железной гвардии» и начал репрессии против её сторонников.

## Политзаключённый
Раду Джир был политзаключённым при нескольких режимах. Впервые он попал в тюрьму после подавления мятежа Железной гвардии и был приговорён к 20 годам заключения. Вскоре он, в числе многих других легионеров, был освобождён из тюрьмы и отправлен воевать на Восточный фронт.
Вновь Раду Джир был арестован в 1958 г. коммунистическим режимом Георге Георгиу-Дежа и приговорён к смерти за поэму «Поднимайся(восстань), Георге, поднимайся(восстань), Иоан!» (Ridică-te Gheorghe, ridică-te Ioane!), в которой призывал крестьян всячески противодействовать коллективизации, которую проводили коммунисты. Наказание было позднее заменено на пожизненное заключение, фактически же он отбыл в тюрьме всего несколько лет.

## Сотрудничество с режимом
После освобождения в 1963 г. он попадает под надзор секуритате, румынской тайной полиции и начинает сотрудничать с режимом. Публиковался в газете «Голос родины» (Glasul Patriei), позднее переименованной в «Трибуну Румынии» (Tribuna României), ориентированной на румынскую диаспору.

## Избранный список сочинений
- Plânge Strâmbă-Lemne («Плач лесоруба»; 1927)
- Cerbul de lumină («Светозарный олень»; 1928)
- Stele pentru leagăn («Звёзды для колыбели»; 1936)
- Cununi uscate («Высушенные венки»; 1938)
- Corabia cu tufănici («Корабль из хризантем»; 1939)
- Poeme de război («Военные поэмы»; 1942)
- Balade («Баллады»; 1943)